# 1728

## Esdeveniments

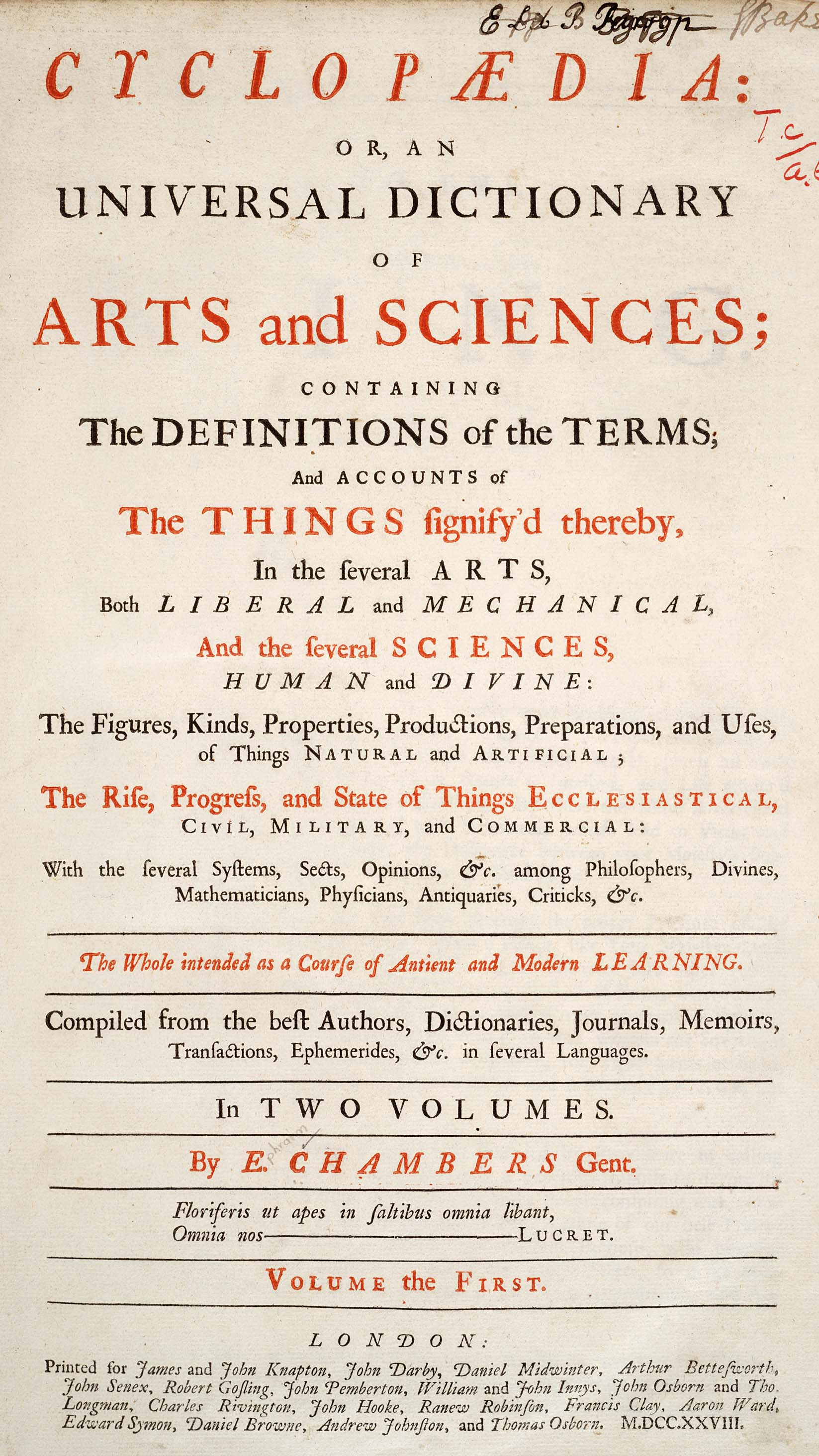
Full de la Cyclopaedia, publicat el 1728.

- Mingrèlia: Otia Dadiani esdevé mtavari succeint al seu pare Bejan Dadiani.
- París: S'inicia la construcció de l'Hôtel Biron.
- Gregori VII és canonitzat com a Sant Gregori VII, papa.
- Es comença a publicar la Cyclopaedia.
- Pere II de Rússia esdevé tsar de Rússia.
- Canaletto pinta “L'església de la Caritat des dels tallers de marbre de San Vitale” i “Les rescloses de Dolo” pintures a l'oli.
- Índia Central: L'estat tributari protegit de Dewas es divideix en dues branques Dewas Senior i Dewas Junior.
- S'estableix estat tributari protegit de Kilimanur.
- Amber deixa de ser la capital de la Rajputana essent substituïda per Jaipur (ciutat).

## Naixements

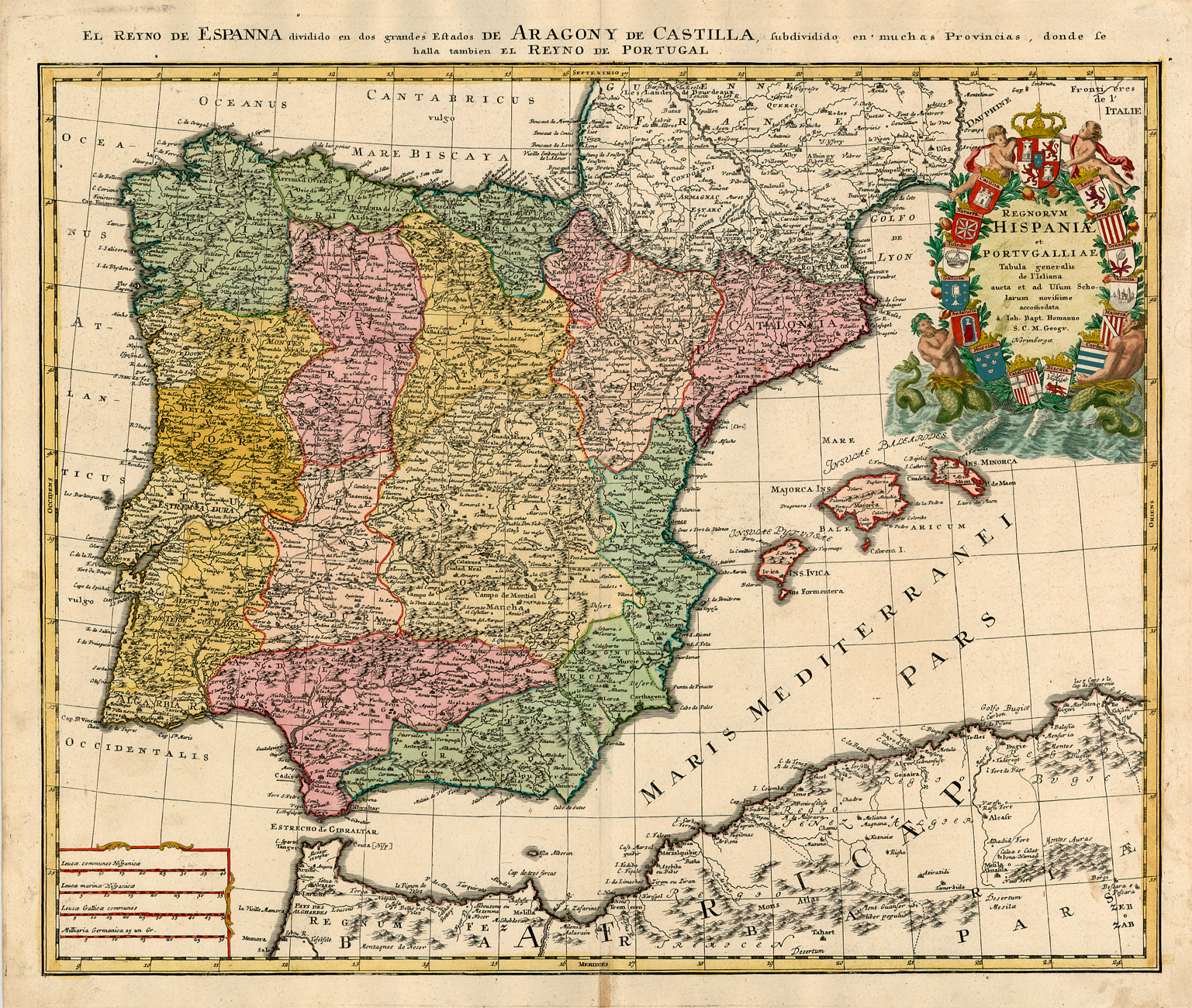
Mapa amb les divisions administratives de la península Ibèrica, publicat el 1728

- 12 de gener, Cangas del Narcea: José Joaquín Queipo de Llano y Quiñones Pimentel, V Comte de Toreno, poeta, historiador i naturalista asturià, promotor de la Reial Societat Econòmica d'Amics del País d'Astúries i membre de la Reial Acadèmia de la Història.
- 16 de gener, Bari (Pulla): Niccolò Piccinni, compositor italià, autor d'obres vocals, sobretot òperes, i també de diverses peces per a clavecí i de música sacra.
- 21 de febrer, Kiel: Pere III de Rússia, Duc de Holstein-Gottorp i Tsar de Rússia durant escassos sis mesos de l'any 1762, fundador de la dinastia Romanov-Holstein-Gottorp que governà l'Imperi Rus entre 1762 i 1917.
- 28 de maig, Nàpols: Maria Angela Ardinghelli, traductora, matemàtica, física italiana (m.1825).[1]
- 26 d'agost, Mülhausen, Alsàcia: Johann Heinrich Lambert, matemàtic, físic, astrònom i filòsof alsacià. Va demostrar que el nombre π era irracional; feu també aportacions al desenvolupament de la geometria hiperbòlica.
- 27 d'octubre, Marton, Regne de la Gran Bretanya: James Cook, explorador i cartògraf anglès; va assolir el rang de capità de la Royal Navy.
- 22 de novembre, Karlsruhe, Gran Ducat de Baden: Carles Frederic I de Baden, primer gran duc de Baden i re-unificador dels territoris històrics de Baden sota una única entitat sobirana.
- 9 de desembre, Massa (Toscana): Pietro Alessandro Guglielmi, compositor d'òpera italià.
- Dresden Maria Anna de Saxònia, princesa de Saxònia que es maridà en el si de la casa electoral de Baviera.
- Abkhàzia: Alí Bey al-Kabir, bey i xaïkh al-Balad (governador de facto) semi independent d'Egipte.
- Aussig, Bohèmia: Anton Raphael Mengs, pintor neoclàssic i teòric txec l'obra es desenvolupa fonamentalment en Espanya.
- Senlis: Antoine Baumé, químic i farmacèutic francès que formà part de la Académie des Sciences.
- Alemanya: Christian Friedrich Endter, compositor

## Necrològiques
Països Catalans
- 15 de gener, Segòvia: Joan Baptista Basset i Ramos, militar austriacista que va encapçalar la revolta valenciana contra Felip V al capdavant dels maulets.

Resta del món
- 12 de febrer, Frankfurt del Main, Sacre Imperi Romanogermànic: Agostino Steffani, compositor italià
- 20 de març: Camille d'Hostun de La Baume, Duc de Tallard, militar, aristòcrata i diplomàtic francès al servei de Lluís XIV de França durant la Guerra de Successió Espanyola.
- 19 d'abril, Bordeus, regne de França: Louis Le Comte, missioner jesuïta francès que va desenvolupar una important tasca com matemàtic i científic a la Xina durant el regnat de l'emperador Kangxi a principis de la dinastia Qing[2]
- 18 de maig, Idstein: Enriqueta Dorotea d'Oettingen, filla del príncep Albert Ernest I d'Oettingen-Oettingen i de Cristina Frederica de Württemberg.
- 1 de setembre, Versalles: Jean-François Lalouette, músic francès del Barroc.
- 13 de setembre, Madrid: Adrián Conink, religiós i filòleg sevillà
- 23 de setembre, Halle (Saxònia-Anhalt): Christian Thomasius, filòsof, jurisconsult i periodista alemany de la Il·lustració.
- 19 de novembre: Leopold d'Anhalt-Köthen, recordat especialment perquè mantingué a Johann Sebastian Bach en el càrrec de mestre de capella de la seva cort (1717 - 1723).
- 28 de desembre, Rudolstadt: Anna Sofia de Saxònia-Gotha-Altenburg, princesa de Saxònia-Gotha-Altenburg i duquessa de Saxònia.
- Torí, Sardenya-Piemont: Anna Maria d'Orleans, princesa francesa de la Casa d'Orleans, duquessa consort de Savoia i successivament reina consort de Sicília i reina consort de Sardenya-Piemont.
- Moscou, Imperi Rus: Sulkhan-Saba Orbeliani, príncep, monjo del monestir de David-Garedja i escriptor georgià.
- París: Marthe Le Rochois, cantant francesa del Barroc
- Guiglielmo Guglielmi, escriptor i sacerdot cors.